# La Famille Addams (film, 2019)
Pour les articles homonymes, voir La Famille Addams.
Série
La Famille Addams 2 : Une virée d'enfer
(2021)
Pour plus de détails, voir Fiche technique et Distribution.
La Famille Addams (The Addams Family) est un film d'animation par ordinateur américain réalisé par Conrad Vernon et Greg Tiernan, sorti fin 2019. Il s'agit d'une nouvelle adaptation des personnages créés par Charles Addams dans des cartoons (dessins humoristiques) publiés en 1938, puis dans la série télévisée homonyme des années 1960.
Le film se déroule dans le New Jersey. Voici 13 ans que la famille Addams, composée des parents, Gomez et Morticia, et des enfants, Pugsley et Mercredi, vit paisiblement avec la Chose, une main vivante, et un lion en guise d'animal de compagnie, retranchée au sommet d’une colline brumeuse, dans un ancien asile, dont un patient, Max, est devenu leur valet. La famille se prépare pour la Mazurka de Pugsley, un rite de passage par le maniement du sabre pour le jeune garçon afin de prouver devant la famille au complet qu’il est prêt à devenir un véritable Addams. Au bas de la colline, la décoratrice d’intérieur et animatrice de télévision Margaux Needler construit un nouveau quartier, dont le succès pourrait être compromis par la vue et la proximité du manoir hanté des Addams. Margaux décide de monter les premiers habitants contre les Addams pour s'en débarrasser. Pendant ce temps, Pugsley se bat pour tenter de mémoriser la chorégraphie de sa Mazurka, et Mercredi commence une terrible crise d’adolescence et se lie d’amitié avec Parker, la fille de Margaux.
Sorti en octobre 2019 aux États-Unis, le film a cumulé 203 millions de dollars de recettes contre un budget de 24 millions de $,. Le single Haunted Heart de Christina Aguilera, qui faisait office de bande originale, fut un succès.

## Synopsis
Une foule en colère de villageois qui rejette tout ce qui est macabre perturbe la cérémonie de mariage de minuit de Gomez Addams et Morticia et les chasse avec le reste de la famille Addams. Pendant le chaos, Grand-mère Addams fait gagner du temps à l'oncle Fétide pour évacuer Gomez, Morticia et la Chose. Gomez et Morticia décident de déménager dans le New Jersey, pour trouver leurs « coin de cimetière ». Là, Gomez, Morticia et la Chose trouvent leur maison « parfaite » dans un asile abandonné et hanté sur une colline. Ils rencontrent Max, un patient mental évadé qu'ils ont frappé lorsque la Chose conduisait leur voiture, et le recrutent immédiatement comme majordome.
13 ans plus tard, la famille Addams continue de vivre sa vie sombre isolée du monde extérieur. Gomez prépare son fils Pugsley pour sa prochaine « Mazurka », un rite de passage que chaque membre de la famille Addams doit parfaitement exécuter. Morticia a du mal à empêcher sa fille, Mercredi, de vouloir découvrir le monde à l'extérieur du manoir après qu'un ballon et des confettis soient apparus sur leur propriété.
Ailleurs, l'animatrice de télé-réalité Margaux Needler, qui construit une communauté planifiée parfaite appelée « Assimilation » afin que son émission ait une finale de saison réussie, en découvrant le comportement bizarre de la famille Addams, devient déterminée à s’en débarrasser car elle refuse d’avoir cet famille dans sa ville, en commençant par répandre des rumeurs sur les Addams à travers les médias sociaux, affirmant qu'ils sont des monstres. Mercredi rencontre ensuite la fille négligée de Margaux, Parker, et persuade Morticia de la laisser fréquenter le collège. Pugsley lutte contre les traditions compliquées et la pression de sa Mazurka, même sous la direction de Gomez et de l'oncle Fétide. Grand-mère Addams arrive à la maison pour l'événement.
À l'école, Mercredi défend Parker et ses amies jumelles Layla et Kayla de l'intimidateur de l'école Bethany et se lie d'amitié avec eux après qu'elle a ressuscité quelques grenouilles mortes et leur ait ordonné d'attaquer Bethany. Plus tard, les deux discutent de leurs frustrations et changent leurs habitudes vestimentaires - Parker devient plus gothique et Mercredi s'habille plus colorée - au grand choc de leurs deux mères, Margaux jurant de détruire les Addams et Mercredi mis à terre par Morticia. Après une dispute avec Morticia, Mercredi décide de s'enfuir en secret et de rester avec Parker pendant un certain temps, ce que Pugsley dit par inadvertance à Morticia.
Alors que Cousin Machin arrive à la maison Addams, Mercredi et Parker découvrent une pièce secrète sous la maison de Parker et que Margaux a planté des caméras cachées dans chaque maison qu'elle a décoré en ville. Margaux attrape les deux filles et les enferme dans le grenier, mais Mercredi parvient à s’évader. Margaux rassemble les habitants de la ville pour attaquer le manoir juste au fur et à mesure que tout la famille Addams arrive pour la Mazurka de Pugsley.
Pendant la Mazurka, Pugsley échoue devant toute la famille, mais Gomez admet qu'il a oublié de le laisser être qui il est. La foule arrive en jetant des rochers, endommageant gravement le manoir et piégeant la famille à l'intérieur. Pugsley utilise son amour des bombes et de la destruction pour défendre sa famille et parvient à détruire le trébuchet de la foule. Mercredi et Parker se joignent à eux et aident tout le monde à sortir de l'épave en toute sécurité avec l'aide de l'arbre vivant Ichabod.
Les civils de la foule se rendent compte que les Addams ne sont pas des monstres, mais une famille, car Mercredi et Parker affirment que tout le monde est bizarre à sa manière, révélant également l'espionnage de Margaux sur les habitants, qui sont choqués en entendant cela. Margaux montre sa vraie nature et exigeant des citoyens qu'ils fassent ce qu'elle dit ou qu'ils soient expulsés de la ville - grâce à Parker qui le diffuse en direct sur son téléphone, après quoi l'agent de Margaux, Glenn, l'informe que leur réseau, son émission est annulé en raison de la mauvaise publicité. Alors que Fétide propose un compromis pour Margaux, les habitants d'Assimilation proposent de faire amende honorable avec les Addams.
Après avoir travaillé ensemble pour reconstruire le manoir, la famille Addams et les habitants d'Assimilation vivent en paix. Margaux devient le partenaire commercial de Fétide, vendant des maisons aux autres membres de la famille Addams, et Pugsley est couronné par les Addams pour avoir défendu leur famille.

## Fiche technique
Sauf indication contraire, les informations mentionnées dans cette section peuvent être confirmées par la base de données cinématographiques IMDb,  présente dans la section « Liens externes ».
- Titre original : The Addams Family
- Titre français et québécois : La Famille Addams
- Réalisation : Conrad Vernon et Greg Tiernan
- Scénario : Matt Lieberman et Pamela Pettler, d'après l’œuvre de Charles Addams, basé sur une histoire originale de Conrad Vernon, Erica Rivinoja et Matt Lieberman
- Direction artistique : Kyle McQueen
- Montage : Kevin Pavlovic et David Ian Salter
- Musique : Mychael Danna et Jeff Danna
- Production : Gail Berman, Alex Schwartz et Conrad Vernon

Coproducteurs : Bruce Franklin, Alison O'Brien et Nicole Stinn
- Sociétés de production : Bron Creative (en), Whalerock Industries (en), Cinesite Animation (en), Nitrogen Studios (en), The Jackal Group et Metro-Goldwyn-Mayer, Denver and Delilah Productions (en)
- Sociétés de distribution : Universal Pictures (International), United Artists (Amérique du Nord)
- Budget : n/a
- Pays d'origine :  États-Unis
- Langue originale : anglais
- Format : couleur
- Genre : animation, comédie horrifique et fantastique
- Durée : 87 minutes
- Dates de sortie[4] :
  - États-Unis : 11 octobre 2019
  - France : 4 décembre 2019

## Distribution

### Voix originales
- Oscar Isaac : Gomez Addams
- Charlize Theron : Morticia Addams
- Chloë Grace Moretz : Mercredi Addams (Wednesday Addams en VO)
- Finn Wolfhard : Pugsley Addams
- Nick Kroll : Oncle Fétide (Uncle Fester en VO)
- Bette Midler : Grand-mère Addams
- Allison Janney : Margaux Needler
- Elsie Fisher : Parker Needler
- Martin Short : Grand-père Froissard
- Catherine O'Hara : Grand-mère Froissard
- Tituss Burgess : Glenn
- Jenifer Lewis : Great Aunt Sloom
- Conrad Vernon : Max (Lurch en VO)
- Chelsea Frei : Bethany
- Pom Klementieff : Layla & Kayla
- Snoop Dogg : Cousin Machin
- Aimee Garcia : Denise
- Scott Underwood : Mitch

### Voix françaises
- Kev Adams : Gomez Addams
- Mélanie Bernier : Morticia Addams
- Léopoldine Serre : Mercredi Addams
- Enzo Ratsito : Pugsley Addams
- Antoine Schoumsky : Oncle Fétide
- Micky Sebastian : Grand-mère Addams
- Alessandra Sublet : Margaux Needler
- Youna Noiret : Parker Needler
- Jean-Pierre Gernez : Grand-père Froissard
- Colette Venhard : Grand-mère Froissard
- Jean-Michel Vaubien : Glenn
- Maïk Darah : Tante Sloom
- Philippe Millet : Max
- Sarah Barzyk : Bethany
- Pom Klementieff : Layla & Kayla

### Voix québécoises
- Nicolas Charbonneaux-Collombet : Gomez Addams
- Camille Cyr-Desmarais : Morticia Addams
- Ludivine Reding : Wednesday Addams
- Hubert Lenoir : Pugsley Addams
- François Sasseville : Oncle Fester
- Johanne Garneau :	Grand-Mère
- Saskia Thuot : Margaux Needler
- Marguerite D'Amour : Parker
- Louis-Philippe Berthiaume : Glenn

 Source et légende : version québécoise (VQ) sur Doublage.qc.ca

## Production
Le projet d'une adaptation en film d'animation inspiré des personnages de Charles Addams, après celle en prises de vues réelles sortie en 1991, est évoqué dès 2010. Tim Burton est alors annoncé comme réalisateur du film, qui doit alors mêler l'animation en volume (stopmotion) et l'animation 3D, ce que le réalisateur est à l'époque en train d'utiliser pour son film Frankenweenie qui sortira deux ans plus tard. Le film doit alors être produit par Universal Pictures, Illumination Entertainment et Chris Meledandri. Cependant, en 2013, il est annoncé que la Metro-Goldwyn-Mayer (qui possède désormais les droits de la série télévisée originale ainsi et que les droits à l'étranger du film de 1991) va produire le film d'animation, d'après un scénario de Pamela Pettler,.
En octobre 2017, Conrad Vernon est annoncé comme réalisateur et producteur, alors que le scénariste Matt Lieberman retravaille le scénario. L'animation sera réalisée par le studio Cinesite (en),. En décembre 2017, il est annoncé qu'Oscar Isaac est en négociations pour prêter sa voix à Gomez Addams. Il est confirmé en juin 2018, suivi par les arrivées de Charlize Theron, Allison Janney, Bette Midler, Chloë Grace Moretz, Finn Wolfhard et Nick Kroll. En juillet 2018, Aimee Garcia rejoint la distribution vocale. En août 2018, c'est au tour d'Elsie Fisher de rejoindre le film. Plus tard, il est confirmé que le rappeur Snoop Dogg double le cousin Machin.

## Bande originale
Le 13 septembre 2019, le groupe Migos, en featuring Snoop Dogg et Karol G, publie le 1er single My Family, extrait de la bande originale du film.
Le 30 septembre 2019, Christina Aguilera interprète Haunted Heart, qui fait office de bande originale,.

## Box-office et critique
Le film reçoit de mauvaises critiques mais est un succès et cumule 200 millions de dollars de recettes dans le monde,.

## Suite
Avec plus de 84 millions de dollars de recettes en l'espace d'un week-end d'exploitation juste aux États-Unis, une suite est confirmée : intitulée La Famille Addams 2 : Une virée d'enfer, elle est sortie fin 2021.